# 海軍突撃歩兵中隊
海軍突撃歩兵中隊（Marinestoßtruppkompanie, MSK）とは、ナチス・ドイツ時代のドイツ海軍（Kriegsmarine）が有した特殊部隊である。第一次世界大戦まで存在していた海兵大隊(Seebataillon)に類似した部隊として、海軍の地上部隊から選抜された隊員によって編成された。水陸両用作戦の実施など、他国の海兵隊・海軍歩兵に近い役割が与えられていた。

## 歴史

### 編成
1938年、ドイツ海軍総司令部(OKM)はスヴィーネミュンデの第123海軍砲兵大隊(Marine-Artillerie-Abteilung 123, MAA 123)に対して、水陸両用作戦や奇襲攻撃などを担当する新たな特殊部隊の基幹要員選抜を命じた。1938年3月、選びぬかれた兵員によって編成された新たな特殊部隊には海軍突撃歩兵中隊(Marinestoßtruppkompanie)の名称が与えられた。当初の編成は2個歩兵小隊と1個工兵小隊及び1個武器小隊で、兵力はおよそ250名であった。

### スペイン内戦とポーランド侵攻
スペイン内戦中の1939年9月、装甲艦「ドイッチュラント」よりヴァルター・シューク中尉率いるMSK小隊がイビサ島に上陸し、人民戦線軍の通信基地に対する攻撃を行ない、同基地の爆破に成功している。1939年3月には返還されたメーメルへの進駐にも参加し、新たな駐屯地となった同地では新たな中隊長ヴィルヘルム・ヘニングゼン中尉の指揮下で特殊任務の専門教育を受けた。ポーランド回廊を巡りドイツとポーランドとの緊張が高まると、MSKは練習艦「シュレスヴィヒ・ホルシュタイン」に搭乗して親善訪問という名目でポーランドへと向かった。1939年9月1日、ダンチヒ沖に停泊していた「シュレスヴィヒ・ホルシュタイン」はヴェステルプラッテに対する艦砲射撃を行った。この砲撃によってナチス・ドイツのポーランド侵攻が開始され、また同時に第二次世界大戦が勃発した。ヘニングゼン中尉に率いられたMSKはヴェステルプラッテの埠頭に上陸し、工兵隊と共に障害物を爆破しつつポーランド軍の要塞へと接近した。しかしMSK及び工兵隊は想定以上の激しい抵抗に直面し、6時22分には大打撃を受けた旨を報告してMSKは「シュレスヴィヒ・ホルシュタイン」に向けて撤退を開始した。ヘニングセン中尉もこの折に致命傷を負っている。正午までに撤退は完了したが、最終的に初日の戦いだけでも16人のMSK隊員が戦死し、120人が負傷した。以後も艦砲射撃や航空支援を受けつつ、ヴェステルプラッテに展開したMSK及び陸軍・警察・SSの部隊は要塞への攻撃を繰り返し、9月7日までにヴェステルプラッテは陥落した。

### 拡大
1940年には規模を拡張して海軍突撃歩兵大隊(Marine-Stoßtrupp-Abteilung)と改称され、さらに1941年12月に第531海軍砲兵大隊(Marine-Artillerie-Abteilung 531)と改称される。その規模は1943年までに5個中隊規模へ拡大された。
以後、グディニアやヘル半島の占領に地上戦力として参加し、ナルヴィクを巡る地上戦やミタワ防衛戦、英領チャンネル諸島を巡る戦いなど各地を転戦した。継続戦争ではタンネ・オスト作戦に参加してスールサーリ島への上陸を図っている。その後も何度か再編成が行われたが、終戦時までドイツ海軍の陸戦部隊として存在していた。